# Certeza
La certeza es un estado mental en el que un individuo está convencido de la verdad de una proposición o conocimiento, sin albergar dudas sobre su validez. Se distingue de la mera creencia u opinión en que la certeza implica un alto grado de seguridad subjetiva e, idealmente, una justificación objetiva basada en la evidencia o en la validez lógica.

## Introducción
La certeza se sitúa en un espectro que va desde la completa ignorancia hasta el conocimiento absoluto.  Entre estos extremos se encuentran estados como la duda (donde hay incertidumbre y falta de confianza en la verdad de una proposición) y la opinión (donde hay una afirmación, pero con la admisión de la posibilidad de error).
La certeza no es meramente un sentimiento subjetivo, sino que, en el contexto del conocimiento, idealmente debería estar respaldada por:
- Evidencia empírica: Observaciones y datos que confirman la verdad de la proposición.
- Validez lógica: La proposición se deriva lógicamente de premisas aceptadas o de un sistema axiomático consistente.
- Consenso racional: La proposición es aceptada como verdadera por una comunidad de expertos o personas racionales que han evaluado la evidencia y los argumentos.

Es importante distinguir la certeza *epistemológica* (relacionada con el conocimiento) de la certeza *psicológica* (un sentimiento de seguridad) o de las certezas *sociales* (basadas en creencias compartidas, ideologías, fe religiosa, etc.). Estas últimas pueden ser muy importantes en la vida personal y social, pero no deben confundirse con el conocimiento científico o filosófico riguroso.

## Perspectivas históricas y filosóficas sobre la certeza
La cuestión de si es posible alcanzar la certeza y cómo hacerlo ha sido un tema central en la filosofía y la epistemología a lo largo de la historia. Se pueden identificar dos posturas extremas:

### Realismo
El realismo filosófico, en sus diversas formas, sostiene que:
- Existe una realidad objetiva independiente de la mente humana.
- Es posible conocer esta realidad, al menos en parte, a través de la razón o la experiencia.
- Las proposiciones verdaderas describen adecuadamente aspectos de esta realidad.

Para los realistas, la certeza es posible, al menos en principio, cuando nuestras creencias se corresponden con la realidad y están justificadas por la evidencia o la razón.  Autores como Platón, Aristóteles (y sus seguidores escolásticos), y en la modernidad, Descartes, defendieron alguna forma de realismo y la posibilidad de la certeza, aunque con diferentes matices.

### Escepticismo
El escepticismo, por otro lado, cuestiona la posibilidad de alcanzar la certeza, e incluso la posibilidad de cualquier conocimiento objetivo.  Los escépticos argumentan que:
- Nuestros sentidos pueden engañarnos.
- Nuestra razón puede ser falible.
- No podemos estar seguros de que nuestras creencias se correspondan con una realidad externa (si es que existe).

Figuras como Pirrón en la antigüedad, y David Hume en la modernidad, son representantes destacados del escepticismo.  Algunos escépticos moderados admiten la posibilidad de conocimiento probable u opiniones justificadas, pero niegan la posibilidad de la certeza absoluta.

### Posturas intermedias y desarrollos posteriores
Entre estos dos extremos, han surgido numerosas posturas intermedias y desarrollos a lo largo de la historia de la filosofía:
- El racionalismo de Descartes buscó la certeza en la evidencia de las ideas claras y distintas, y en la deducción a partir de ellas.
- El empirismo (ej. John Locke, George Berkeley, Hume) enfatizó el papel de la experiencia sensorial como fuente de conocimiento, pero algunos empiristas (como Hume) llegaron a conclusiones escépticas.
- El idealismo trascendental de Immanuel Kant intentó conciliar el racionalismo y el empirismo, argumentando que el conocimiento es posible, pero limitado a los fenómenos (lo que aparece a nuestra mente), no a las cosas en sí mismas (noúmenos). La certeza es posible en el ámbito de las matemáticas y la física, pero no en la metafísica.
- El idealismo absoluto (Hegel) y el materialismo dialéctico (Marx) buscaron la certeza en la comprensión de la historia y la sociedad, a través de la dialéctica.
- El pragmatismo (Peirce, James, Dewey) define la verdad y la certeza en términos de sus consecuencias prácticas.  Una creencia es verdadera si es útil y funciona en la práctica.
- El positivismo lógico (Círculo de Viena) buscó la certeza en la verificación empírica y el análisis lógico del lenguaje.
- El falsacionismo de Karl Popper abandonó la búsqueda de la certeza absoluta y propuso que la ciencia progresa a través de la falsación de hipótesis, no de su verificación.

## Certeza y ciencia contemporánea
La ciencia contemporánea, si bien busca un conocimiento objetivo y bien justificado, generalmente no aspira a la certeza absoluta.  Varios desarrollos han contribuido a esta visión más modesta:
- Teoría de la Relatividad: Mostró que las mediciones del espacio y el tiempo son relativas al observador.
- Mecánica cuántica: Introdujo el principio de incertidumbre, que establece límites fundamentales a la precisión con la que se pueden conocer ciertas propiedades físicas.
- Teorema de Gödel: Demostró que en cualquier sistema formal suficientemente complejo, siempre habrá proposiciones verdaderas que no se pueden demostrar dentro del sistema.
- Filosofía de la ciencia post-positivista (Thomas Kuhn, Imre Lakatos, Paul Feyerabend):  Enfatizó el papel de los paradigmas, los programas de investigación y los factores sociales en la construcción del conocimiento científico.

La ciencia actual se caracteriza por:
- Provisionalidad: Las teorías científicas se consideran siempre abiertas a revisión y mejora.
- Falibilidad: Se reconoce que el conocimiento científico puede ser erróneo.
- Objetividad intersubjetiva: La ciencia busca un conocimiento que sea aceptable por una comunidad de expertos que comparten métodos y criterios de evaluación.
- Contrastación Empírica: Las teorías deben someterse a la prueba de la observación.

## Certeza, opinión y creencia
Es importante distinguir la certeza de otros estados mentales relacionados con el conocimiento:
- Creencia: Es la aceptación de una proposición como verdadera, pero sin una justificación completa o sin un alto grado de seguridad. Las creencias pueden ser racionales o irracionales, basadas en la evidencia o en la fe.
- Opinión: Es una creencia que se expresa y se defiende, pero que se reconoce como sujeta a error y abierta al debate.  Las opiniones pueden estar más o menos fundamentadas.
- Fe: Es una creencia basada en la confianza, la autoridad o la revelación, más que en la evidencia o la razón.

En el ámbito de la vida cotidiana y social, las creencias y las opiniones juegan un papel fundamental.  Sin embargo, es crucial no confundir las certezas subjetivas o sociales con el conocimiento objetivo y justificado que busca la ciencia y la filosofía.  La certeza, en un sentido epistemológico riguroso, es un ideal difícil de alcanzar, y la mayoría de nuestro conocimiento se encuentra en el terreno de la opinión informada y la creencia razonable.

## Implicaciones sociales de la certeza
La certeza como un concepto relacionado al conocimiento tiene implicaciones en la sociedad, especialmente en el ámbito de las creencias o la fe. La distinción entre certeza y conocimiento es importante porque evita la confusión que se produce cuando las afirmaciones ideológicas o de creencias pretenden establecerse como certezas de conocimiento verdadero en el mismo plano y ámbitos cognoscitivos propios de la ciencia.
El problema del conocimiento y la afirmación como certeza u opinión es muy complejo. Por ello hay diversas interpretaciones y valoraciones o sentidos en el ámbito del conocimiento y de la vida social a lo largo de la historia. La problemática que plantean la certeza y la opinión es muy compleja. Por ello hay diversas interpretaciones y valoraciones o sentidos en el ámbito del conocimiento y de la vida social a lo largo de la historia. 
La certeza respecto a una verdad no basada en el conocimiento (creencias basadas en la tradición, en la religión, ideologías etc.), debe considerarse como pertenecientes a otra esfera independiente del conocimiento y comprendida en un concepto diferente: la fe, la confianza, la seguridad en el reconocimiento social, etc.
A partir de tales creencias tenidas como verdades se deducen formalmente, como argumentos, consecuencias que se consideran verdades cognoscitivas indudables como explicaciones. Las creencias como certezas no cognoscitivas tienen un valor importante en la vida humana, porque son un fundamento para la cohesión social; su utilidad social es producto de una "tradición" que se aprende por "culturación" y no son discutibles, ni están sometidas a método alguno de control crítico. Pero no pueden ser consideradas en el mismo plano y con el mismo contenido de verdad que las verdades de la ciencia, al estar éstas sometidas a criterios bien definidos y consensuados por la Comunidad científica